# Bruine boomklever
De bruine boomklever (Sitta castanea) is een zangvogel uit het geslacht Sitta.

## Verspreiding en leefgebied
Deze soort is endemisch in India en telt 2 ondersoorten:
- S. c. castanea: noordelijk en centraal India.
- S. c. prateri: oostelijk India.